# Arboga museum

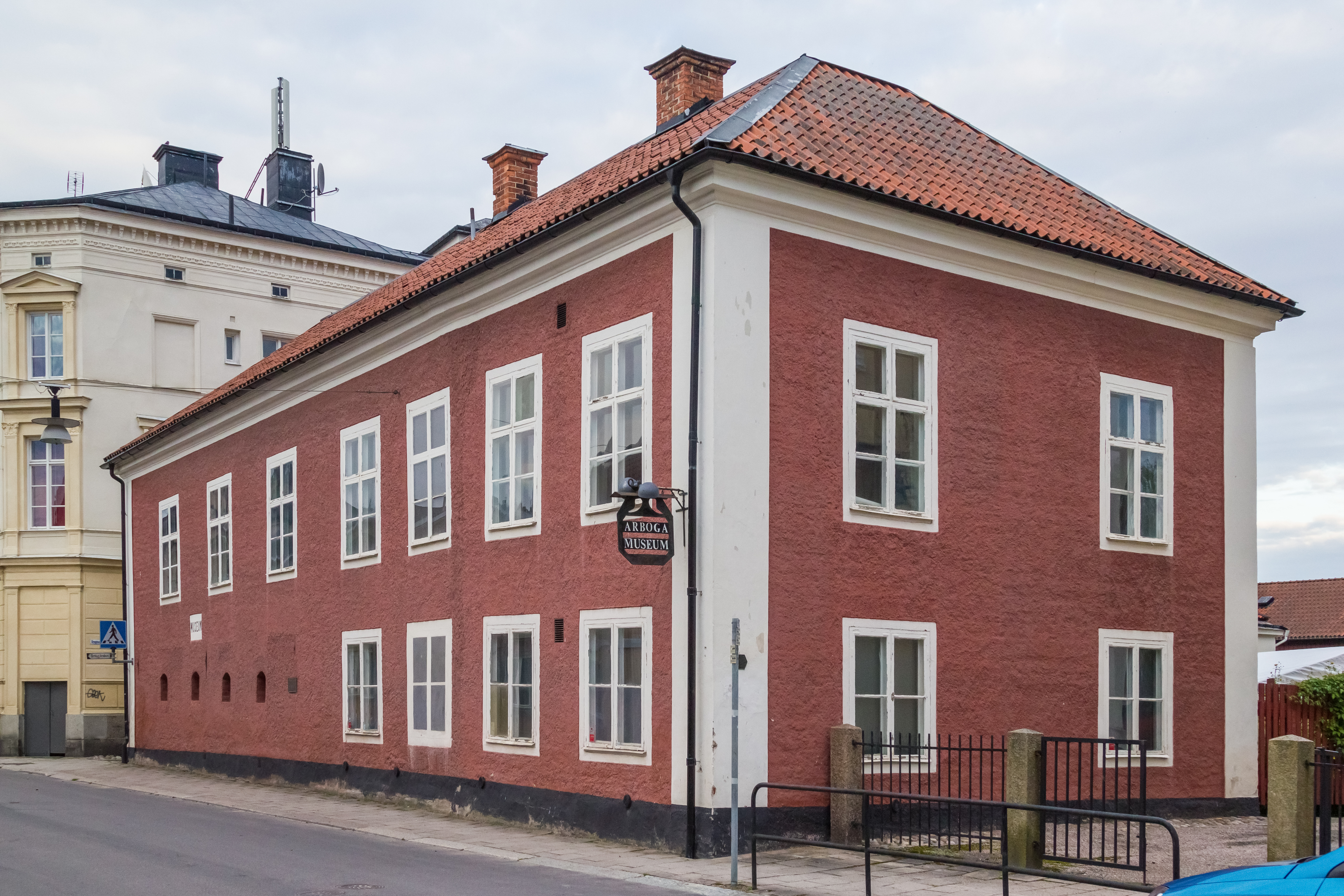
Gamla museet ligger på Nygatan 41.

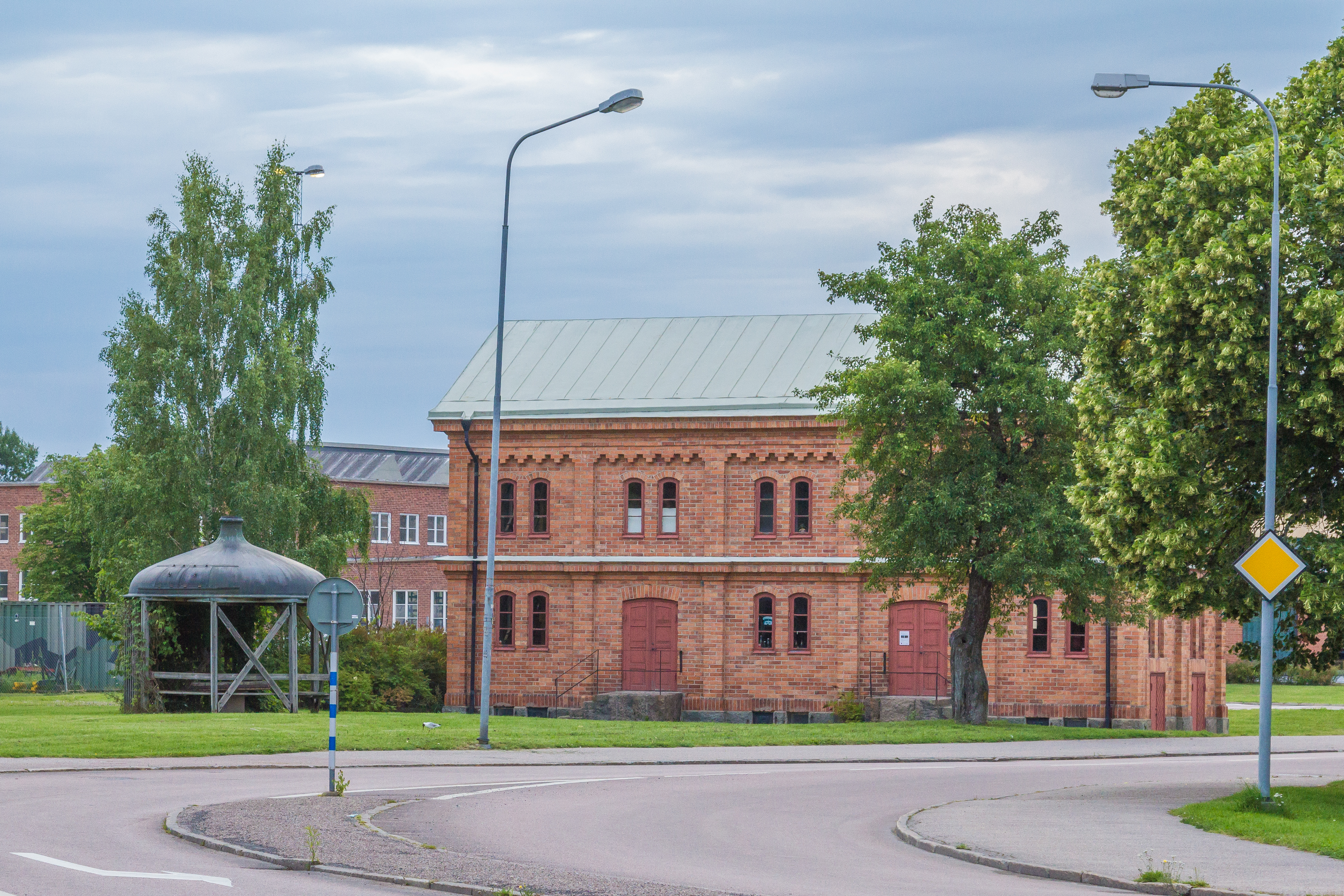
Bryggerimuseet

Arboga museum är ett privat museum i Arboga i Västmanland, som drivs av Hembygdsföreningen Arboga Minne.

## Öhrströmska huset
Öhrströmska muset på Nygatan 37 är byggt 1846 och var grosshandlare Anders Öhrströms bostad. I huset visas ett återskapat grosshandlarhem samt tillfälliga utställningar. I samlingarna ingår pjäser av silver och tenn, som gjorts i Arboga.

## Bryggerimuseet
Bryggerimuseet är inhyst i Arboga Bryggeris gamla kornbod. Det visar redskap för öltillverkning och foton.